# Pink (striptekenaar)
Pink, pseudoniem van Eugeen Hermans (Gentbrugge, 8 april 1911 – 28 oktober 1992), was een Belgische striptekenaar, cartoonist en schilder.
Pink was een pionier voor de Vlaamse strip naast onder andere Frans Van Immerseel en Frits Van den Berghe. Pink was in 1932 met Suske en Blackske op avontuur de eerste Vlaamse auteur met een doorlopend stripverhaal met tekstballonnen. Pink inspireerde onder andere Willy Vandersteen en Marc Sleen.

## Levensloop

### De Standaard
In 1931 begon Pink als illustrator bij de krant De Standaard. Hij bleef bij die krant tot 1936. Hier tekende hij vooral illustraties voor de kinderpagina Voor jonge oogen.

### Ons Volkske
Zijn vroegste werk publiceerde hij onder de pseudoniemen anS en Studio Periodica. Zijn eerste strips verschenen in 1932 in het stripblad Ons Volkske onder bovenstaande pseudoniemen. Vervolgens tekende hij strips met Pink als pseudoniem. Hij bewerkte klassieke verhalen zoals De leeuw van Vlaanderen in strips, maar ook sprookjes zoals De gelaarsde kat. Ook tekende hij avonturenstrips zoals Suske en Blackske op avontuur en Flipke en Rakkers. Pink tekende het merendeel van de strips in Ons Volkske, waarbij hij geassisteerd werd door Antoon Herckenrath. Toen Pink het blad in 1937 verliet, volgde Herckenrath hem op.
Na de oorlog volgde Marc Sleen hem op.

### NV Altiora
Daarna werd Pink redacteur bij de weekbladen NV Altiora, opvolger van uitgeverij Goede Pers Averbode. Hier tekende hij politieke cartoons bij het blad Hooger Leven. Ook werd hij daar illustrator bij het weekblad Ons land en de kinderbijlage Ons Kinderland. Zo tekende hij eind de jaren 30 à begin de jaren 40 nieuwe strips zoals Mijnheer Pip wandelt door het leven. In deze periode tekende hij onder zijn eigen naam of het pseudoniem Eemans.
Tijdens de oorlog werd Pink gemobiliseerd en tekende hij de strip Mr Piot bij het blad Pinnekensdraad. Pink bleef ook bij Ons land tot het tijdelijke einde van het blad in 1944.

### Na de oorlog
Na de oorlog werd Ons land weer opgestart, waarop Pink er terugkeerde. Hij tekende er illustraties en strips zoals Slim en Knok onder het pseudoniem Prof Pink tot 1949.
In 1945 verscheen het stripverhaal Verzet tegen Gestapo uit de reeks Pietje de vechtjas op scenario van Professor Coremans. Het werd getekend door Pink, maar onder het pseudoniem Captain Lewis Jackson. Verder tekende hij vanaf 1947 de strip Pluk bij het stripblad 't Kapoentje onder het pseudoniem El Anton. Daarnaast verscheen er tussen 1948 en 1949 het blad Poppy, waarvoor Pink een strip rond het titelpersonage tekende. Voorts tekende hij er enkele educatieve strips voor Poppy onder het pseudoniem Thomas Percy. Hierbij werden de scenario's geschreven door Professor Coremans.
Eind de jaren 40 stopte Pink met striptekenen. Hij werd voltijds illustrator van auteurs zoals Valère Depauw, John Flanders en Johan Daisne.
In 1981 verscheen een deel van zijn werk in het album de Pink Omnibus. Hiervoor herwerkte Pink een deel van zijn oudere strips. Pink overleed in 1992.

## Strips
Pink tekende onderstaande strips in verscheidene tijdschriften. Onderstaand overzicht is mogelijk niet compleet en niet per se in chronologische volgorde.
- Suske en Blackske op avontuur (1932)
- Flipke en Rakkers (1932)
- De leeuw van Vlaanderen (1934) gebaseerd op de roman De leeuw van Vlaanderen[7]
- Don Quichotte gebaseerd op de roman Don Quichot (jaren 30)
- Baron von Münchhausen gebaseerd op Baron von Münchhausen (jaren 30)
- De gelaarsde kat gebaseerd op het sprookje De gelaarsde kat (jaren 30)
- Hans en Grietje gebaseerd op het sprookje Hans en Grietje (jaren 30)
- Sneeuwwitje gebaseerd op het sprookje Sneeuwwitje (jaren 30)
- Kwik en Mot (jaren 30)
- Anneke en Stanneke (jaren 30)
- Pits en Pats (jaren 30)
- Bee-Bee (jaren 30)
- 't Kabouterke (jaren 30)
- Zwarte Bill (jaren 30)
- Het Sprookjesschip (jaren 30)
- Mijnheer Pip wandelt door het leven (eind jaren 30, begin jaren 40)
- Sinbad de zeevaarder (eind jaren 30, begin jaren 40)
- De guitige streken van het wonderdier Reintje Vos (27 november 1937 tot augustus 1938)[8]
- Zeven in één slag (eind jaren 30, begin jaren 40)
- Pinokkio: Zonderlinge avonturen van een Harlekijn (eind jaren 30, begin jaren 40)
- Mr Piot (tijdens WO II)
- Pietje de vechtjas: Verzet tegen Gestapo (1945)[5]
- Slim en Knok (eind de jaren 40)
- Pluk (rond 1947)
- Poppy (1948-1949)

### Albums
Sommige strips zijn bewerkt in albumvorm. Sinds een aantal jaar geeft Brabant strip magazine een aantal verhalen uit.
- De leeuw van Vlaanderen (1974)[9]
- Pink Omnibus (1981)[6]
- Flipke en de rakkers (2011)[10]
- Flipke en de rakkers 1: De klub van den zwarten bril (2011)[10]
- Flipke en de rakkers 2: Op het oorlogspad (2012)[10]
- Pietje de vechtjas: Verzet tegen Gestapo (2012)[5][11]
- Pluk zoekt zijn vader (2015)[12][13]